# فراسو تلزینو
فراسو تلزینو (به ایتالیایی: Frasso Telesino) یک کومونه در ایتالیا است که در استان بنونتو واقع شده‌است.

## خصوصیات
فراسو تلزینو ۲۲٫۳ کیلومترمربع مساحت و ۲٬۶۲۶ نفر جمعیت دارد.